# گندم گوه
گندم گوه یک روستا در ایران است که در دهستان بازرجان واقع شده‌است.